# Stony Plain
Stony Plain ist eine Gemeinde im Zentrum der kanadischen Provinz Alberta, die seit 1908 den Status einer Kleinstadt (englisch Town) hat. Sie liegt etwa 35 Kilometer westlich des Ballungsraums von Edmonton und gehört zum Verwaltungsbezirk Parkland County, dessen Verwaltungssitz sie ist, in der Edmonton Capital Region. Die umgebende Landschaft wird auch der als Aspen Parkland bezeichneten Ökoregion zugerechnet.

## Geschichte
Auch für das Gebiet der heutigen Gemeinde gilt, dass es – lange bevor die Gegend von Einwanderern besiedelt wurde – Jagd- und Siedlungsgebiet verschiedener Stämme der First Nations, hier zum Schluss hauptsächlich der Stoney, war. Die Besiedlung der Gegend durch Europäer begann schwerpunktmäßig nach dem Abschluss des Treaty 6 im Jahr 1877. Die entstehende Ansiedlung wurde damals noch „Dog Rump Creek“ genannt und erst als 1892 ein Postoffice eingerichtet wurde, erhielt dieses den Namen „Stoney Plain“ (noch mit einem „e“ im Namen, welches dann im Laufe der Zeit wegfiel). Die Eisenbahnstrecke der Grand Trunk Railway erreichte das Gebiet 1905. Allerdings durchquerte sie die Gemeinde nicht, sondern passierte sie einige Kilometer nördlich. Daraufhin verlegten die Siedler ihre Gemeinde im Winter 1905/1906 an die Eisenbahnstrecke. Im Jahr 1907 wurde die Gemeinde dann offiziell als „Village of Stony Plain“ gegründet (englisch incorporated).

## Demographie
Der Zensus im Jahr 2016, der Census 2016, ergab für die Gemeinde eine Bevölkerungszahl von 17.189 Einwohnern, nachdem der Zensus im Jahr 2011 für die Gemeinde noch eine Bevölkerungszahl von 15.051 Einwohnern ergab. Die Bevölkerung hat dabei im Vergleich zum letzten Zensus im Jahr 2011 um 14,2 % zugenommen und sich damit etwas stärker als der Provinzdurchschnitt, mit einer Bevölkerungszunahme in Alberta von 11,6 %, entwickelt. Bereits im Zensuszeitraum 2006 bis 2011 hatte sich die Einwohnerzahl in der Gemeinde mit einem Zuwachs um 21,7 % deutlich stärker als der Durchschnitt in der Provinz, dort mit einer Zunahme um 10,8 %, entwickelt.
Beim Zensus 2016 wurde für die Gemeinde ein Medianalter von 38,2 Jahren ermittelt. Das Medianalter in der Provinz lag 2016 bei 36,7 Jahren. Das Durchschnittsalter lag bei 39,4 Jahren, bzw. nur 37,8 Jahren in der Provinz. Beim Zensus 2011 wurde für die Gemeinde noch ein Medianalter von 37,7 Jahren ermittelt. Das Medianalter der Provinz lag 2011 bei 36,5 Jahren.

## Verkehr
Schwerpunkt der Verkehrsanbindung ist der Straßenverkehr. Der Highway 16A durchquert die Gemeinde in Ost-West-Richtung und verbindet die Kleinstadt direkt mit Edmonton. Einige Kilometer nördlich der Kleinstadt verläuft, ebenfalls in Ost-West-Richtung, der Highway 16, der Yellowhead Highway, welcher hier die nördliche Route des Trans-Canada Highway ist. Stony Plain liegt weiterhin an der sogenannten East Access Route. Zusätzlich wird die Gemeinde noch in Nord-Süd-Richtung durch den nachrangigen Highway 779 passiert. Eine Eisenbahnstrecke der Canadian National Railway von Edmonton in Richtung der kanadischen Rocky Mountains durchquert das Zentrum von Stony Plain.
Etwa sechs Kilometer westlich befindet sich ein kleiner Privatflughafen (IATA-Flughafencode: ohne, ICAO-Code: ohne, Transport Canada Identifier: CSP3). Der Flugplatz hat nur eine Naturpiste von 715 Meter Länge.

## Persönlichkeiten
- Steven Goertzen (* 1984), Eishockeyspieler
- Stephanie Labbé (* 1986), Fußballspielerin